# جون بي. موريسي
جون بي. موريسي هو سياسي أمريكي، ولد في 29 أبريل 1885، وتوفي في 29 أكتوبر 1966. نشط حزبياً في الحزب الديمقراطي. وقد انتخب عضو جمعية ولاية نيويورك ‏ وانتخب عضو مجلس ولاية نيويورك ‏.